# Caresses bourgeoises
Pour plus de détails, voir Fiche technique et Distribution.
Caresses bourgeoises (Una spirale di nebbia), également connu sous le titre Une spirale de brume, est un film franco-italien réalisé par Eriprando Visconti, sorti en 1977.
Il s'inspire librement du roman de Michele Prisco, Una spirale di nebbia, paru en 1966.

## Synopsis
L'action se déroule dans la bourgeoisie d'une ville de province en Lombardie : Fabrizio vient de tuer sa femme, Valeria, d'un coup de fusil au cours d'un partie de chasse. Aucun témoin oculaire. Maria Teresa, la cousine de Fabrizio, est convaincue de son innocence. Le seul moyen d'étouffer le scandale est de faire intervenir Marcello, son mari, avocat, afin qu'il fasse pression sur les instances judiciaires italiennes. Pourquoi Fabrizio a-t-il tué sa femme, s'il l'a tuée vraiment ? Le juge Renato Marinoni entame son enquête.
Maria Teresa ne sait plus très bien où elle en est : son mari, un quadragénaire avec de la prestance, reste impuissant malgré de nombreuses tentatives thérapeutiques et elle vient d'apprendre qu'il s'apprête à reconnaître l'enfant que son chauffeur a fait à la bonne, Armida. Pour la première fois, face au conseil de famille au sein duquel elle s'est toujours réfugiée, Maria Teresa réplique fermement. Elle qui, par peur de devenir vieille fille, a épousé l'avocat, agira seule, selon sa volonté…

## Fiche technique
- Titre : Caresses bourgeoises
- Titre alternatif : Une spirale de brume
- Titre original : Una spirale di nebbia
- Réalisation : Eriprando Visconti
- Scénario : Luciano Lucignani, Fabio Mauri, Lisa Morpurgo, Michele Prisco, Roselyne Seboue et Eriprando Visconti, d'après le roman de Michele Prisco
- Production : Gérard Ducaux-Rupp, Francesco Giorgi et Álmos Mező[1]
- Musique : Ivan Vandor
- Photographie : Blasco Giurato
- Montage : Franco Arcalli
- Costumes : Clelia Gonzalo
- Pays d'origine :  Italie,  France
- Format : couleur - 1,85:1 - Mono - 35 mm
- Genre : drame
- Durée : 110 minutes (Italie), 98 minutes (France)
- Film interdit aux moins de 12 ans lors de sa sortie en France
- Dates de sortie :
  -  Italie : 8 septembre 1977
  -  France : 7 juin 1978

## Distribution
- Claude Jade : Maria Teresa Sangermano Testa
- Marc Porel : Fabrizio Sangermano
- Duilio Del Prete : Marcello Testa
- Carole Chauvet : Valeria Piaget Sangermano
- Flavio Bucci : Vittorio, le docteur
- Martine Brochard : Lavinia, l'infirmière
- Stefano Satta Flores : Renato Marinoni
- Eleonora Giorgi : Lidia
- Marina Berti : Costanza San Germano
- Corrado Gaipa : Pietro San Germano
- Roberto Posse : Molteni
- Anna Bonaiuto : Armida
- Victoria Zinny : la gouvernante
- Flavio Andreini: Alfredo, le chauffeur
- Carlo Puri : Piero
- Giorgio Trestini : Boris
- Tom Felleghy : Bellini
- Elvira Cortese : Cesira
- Valeria Sabel : Cecilia
- Wendy D'Olive : Carla